# Grundtvig (program)
Grundtvig (ang. Grundtvig programme) – część programu Socrates I i Socrates II oraz Lifelong Learning Programme dotycząca kształcenia dorosłych, realizowana ze środków Unii Europejskiej. Początkowo, do końca 1999 r. program funkcjonował pod nazwą Kształcenie Dorosłych (ang. Adult Education). Obecną nazwę otrzymał na cześć żyjącego na przełomie XVIII i XIX w. duńskiego filozofa Nicolaia Grundtvig założyciela uniwersytetu ludowego, mającego na celu edukację młodzieży chłopskiej.
Celem programu było przede wszystkim propagowanie wiedzy na temat kultury, tradycji i języków państw członkowskich Unii Europejskiej, ale także o historii i funkcjonowaniu samej EU. Program umożliwia wymianę informacji pomiędzy placówkami prowadzącymi edukację dorosłych. Grundtvig podzielony został na 4 sekcje, podobnie jak w przypadku jednej z edycji pakietu Lingua:
- Grundtvig 1 obejmuje:
  - międzynarodowe projekty współpracy,
  - projekty dotyczące opracowania kursów szkoleniowych Grundtvig
  - projekty dotyczące upowszechniania efektów projektów Grundtvig
- Grundtvig 2 obejmuje:
  - projekty partnerskie dotyczące kształcenia dorosłych
- Grundtvig 3 obejmuje:
  - zagraniczne wyjazdy szkoleniowe dla kadry placówek kształcenia dorosłych
- Grundtvig 4 obejmuje:
  - sieci Grundtviga
  - seminaria tematyczne

Pakiet Grundtvig realizowany w ramach programu Socrates II rozszerzył swoją działalność o możliwość finansowania osobom zajmującym się edukacją dorosłych uczestniczenie w formach szkoleniowych za granicą (w krajach europejskich uprawnionych w programie Socrates II). Zamysłem Komisji Europejskiej było wsparcie doskonalenia praktycznych umiejętności w zakresie edukacji dorosłych w międzynarodowym otoczeniu. Ma to pomóc i ułatwić poznanie działań prowadzonych w tym obszarze w Europie.
31 grudnia 2006 roku dobiegła końca edycja pakietu Grundtvig w programie Socrates II (realizowana w latach 2000–2006/2007). Wszelkie działania zakończone zostały 31 sierpnia 2007 r. Kontynuacją programu jest program Lifelong Learning Programme (Uczenie się przez całe życie), przewidziany do realizacji w latach 2007–2013 i pakiet Grundtvig, który jest jednym z czterech głównych programów sektorowych. Struktura pozostaje taka sama, podobnie jak główne cele i założenia pakiety. Do najważniejszych celów Programu można zaliczyć:
- poprawę jakości edukacji dorosłych,
- rozwój oferty edukacyjnej dla dorosłych poprzez współpracę europejską,
- mobilność kadry i słuchaczy (przede wszystkim wymiana zagraniczna),
- odpowiadanie na wyzwania edukacyjne związane ze starzeniem się populacji w Europie,
- zapewnianie alternatywnych możliwości dostępu do edukacji osobom dorosłym.